# Santo contra cerebro del mal
Santo contra cerebro del mal es una película de aventura y ciencia ficción mexicana, dirigida por Joselito Rodríguez filmada en 1958 en Cuba junto con su secuela Santo contra los hombres infernales y fue estrenada en 1961.

## Argumento
El Enmascarado es capturado por 3 esbirros y llevado al laboratorio del doctor Campos, donde se lo controla mediante la aplicación de una inyección y un lavado de cerebro.
El inspector Zambrano recurre a El Incógnito para frustrar los planes de robar la fórmula de la desintegración de la célula y venderla a agentes extranjeros.

## Reparto
- El Santo como El Enmascarado
- Joaquín Cordero como Dr. Campos
- Norma Suárez como Elisa
- Enrique Zambrano como teniente Zambrano
- Alberto Inzúa como Gerardo
- Fernando Osés como incógnito